# Hiroyuki Furuta
Hiroyuki Furuta (jap. 古田 寛幸 Furuta Hiroyuki; ur. 23 maja 1991) – japoński piłkarz występujący na pozycji pomocnika. Obecnie występuje w Blaublitz Akita.

## Kariera klubowa
Od 2009 roku występował w klubach Consadole Sapporo, Kamatamare Sanuki, Zweigen Kanazawa i Blaublitz Akita.